# McDonnell XV-1
McDonnell XV-1 là một loại gyroplane thử nghiệm, được phát triển theo chương trình nghiên cứu chung giữa Không quân Hoa Kỳ và Lục quân Hoa Kỳ. Chương trình này nghiên cứu phát triển một loại máy bay có thể cất hạ cánh giống trực thăng nhưng có vận tốc của máy bay.

## Tính năng kỹ chiến thuật (XV-1)
Dữ liệu lấy từ Harding
Đặc tính tổng quát
- Kíp lái: 1
- Sức chứa: 2 hành khách hoặc 2 cáng tải thương
- Chiều dài: 50 ft 5 in (15,37 m)
- Sải cánh: 26 ft 0 in (7,92 m)
- Trọng lượng rỗng: 4.277 lb (1.940 kg)
- Trọng lượng có tải: 5.505 lb (2.497 kg)
- Động cơ: 1 × Continental R-975-19 , 525 hp (391 kW)
- Đường kính rô-to chính:    31 ft (9,4 m)

Hiệu suất bay
- Vận tốc cực đại: 203 mph (327 km/h; 176 kn)
- Vận tốc hành trình: 138 mph (120 kn; 222 km/h)
- Tầm bay: 593 mi (515 nmi; 954 km)
- Trần bay: 19.800 ft (6.035 m)
- Vận tốc lên cao: 1.300 ft/min (6,6 m/s)